# Les Mouillages
Pour les articles homonymes, voir Mouillage.
Pistes de Chœurs
La Puissance de Cypris Révélation de l'oracle
Les Mouillages est la cinquième chanson de l'album Chœurs de Bertrand Cantat, Pascal Humbert, Bernard Falaise et Alexander MacSween conçu pour constituer les chœurs antiques de la trilogie « Des femmes » de Sophocle adaptée et mise en scène en 2011 par Wajdi Mouawad. Elle illustre Les Trachiniennes, le premier volet de la trilogie.

## Argument
Héraclès a fait annoncer en son foyer son retour après douze mois de guerre. Déjanire avertie que son époux donnait désormais ses faveurs à Iole, trophée capturée en Œchalie, nourrit de la jalousie. Naïve et aveuglée, elle décide d'appliquer à son époux un philtre d'amour que lui avait donné Nessos, le centaure tué par Héraclès.
Les Mouillages est une ballade issue du second stasimon des Trachiniennes,,. Ce titre fut remarqué pour son style proche des compositions de Noir Désir. C'est d'ailleurs le seul titre de l'album qui se trouva classé dans le Top200 des singles en France en ayant atteint la 168e place du classement la semaine du 18 février 2012.

## Musiciens ayant participé à la chanson
- Bertrand Cantat, chant, guitare, harmonica
- Pascal Humbert, basse, contrebasse, chœur
- Bernard Falaise, guitare
- Alexander MacSween, batterie, percussions